# Purwakarta (plaats)
Purwakarta is een bestuurslaag in het regentschap Cilegon van de provincie Banten, Indonesië. Purwakarta telt 4966 inwoners (volkstelling 2010).